# EmuTOS
EmuTOS – zamiennik systemu operacyjnego TOS, przeznaczonego dla komputerów Atari ST, bazujący na źródłach GEMu opublikowanych przez firmę Caldera. Rozprowadzany na zasadzie wolnego oprogramowania. Nie dodaje żadnych rozszerzonych możliwości w stosunku do oryginalnego TOSu, z wyjątkiem bezpośredniej obsługi dysków IDE i tablicy partycji MBR. W założeniu ma być to łatwo dostępny system przeznaczony do użytku z emulatorami, takimi jak ARAnyM. Jest także używany w komputerze FireBee, oraz został sportowany na komputery Amiga.